# Minimax pl 6
Minimax pl 6 – kolejna edycja płyty z serii przygotowywanej od 2003 przez Piotra Kaczkowskiego z Programu III Polskiego Radia. Siedemnaście nagrań debiutantów wybranych z propozycji nadesłanych do audycji.

## Track lista
1. MS. NO ONE – IK (wersja demo)
2. ANEKE – Sama
3. JOANNA VORBRODT – Obudź się. Warszawa
4. PSYCHOPILL – When you are in my mind
5. ZGON – Alicja
6. FAT BELLY FAMILY – Rzeczka
7. EGOS – Frank
8. IMPALA – Paranoja
9. ABSYNTH – Serce dzwonu
10. SKOWYT – Jest nas dwóch
11. DIFFÉRENT – Lunatique
12. ReForma – Uwolnij mnie
13. WOJTEK UHMA-WU – Każdy znaczy swoje
14. THE BBQ – Sztuka latania
15. MARCOLM BAND – 1001 muśnięć
16. razturaztam – Tajemnica
17. KATEDRA – Kim jesteś?

## Twórcy
- Różne składy